# Rivello
Rivello är en stad och kommun i provinsen Potenza i den syditalienska regionen Basilicata. Staden grundlades under tidig medeltid. Den helige Antonius kloster grundades år 1512.

## Bilder
| - Kyrkan San Nicola. - De tjugotre franciskanernas martyrium i Japan. Fresk i klostret Sant'Antonio di Padova. - Kyrkan Santa Maria del Poggio. |

### Webbkällor
- ”Convento di Sant'Antonio”. Borghi Magazine. Arkiverad från originalet den 1 januari 2019. https://web.archive.org/web/20190101100448/https://www.borghimagazine.it/it/sc/1498/PZ/cosa-vedere/convento-di-sant'antonio.html. Läst 1 januari 2019.